# Burnt Mounds von Stagpark
Die Burnt Mounds von Stagpark im Townland Stagpark (bzw. Stag Park, irisch Páirc na bhFianna) westlich von Mitchelstown (irisch Baile Mhistéala) im Norden des Countys Cork im Süden Irlands liegen in einem Gebiet, in dem eine Gruppe von fünf Burnt Mounds (irisch fulachta fia) aus der Bronzezeit erkannt wurden.
Innerhalb von 500 m wurden drei Burnt Mounds 800 m von Stagpark 2 registriert, während zwei weitere im Rahmen eines Straßenbauprojekts ausgegraben wurden. Stagpark 3 lag etwa 800 m südlich der drei und Mitchelstown 2 etwa 2,0 km nördlich. Die intensive Nutzung der kleinen Fläche zum Erhitzen von Steinen und Wasser hat zu einer langfristigen, wenn auch intermittierenden Nutzung in der frühen Bronzezeit geführt. 
Für derartige Standorte wurden zumeist feuchte Böden genutzt. Eine Präferenz für Feuchtgebietsränder wurde von A. A. Gowen festgestellt. Eoin Grogan gibt an, dass im Mooghaun-Gebiet, im Südosten des County Clare der Großteil der Burnt Mounds an den Rändern von Turloughs, Mooren und Sumpfgebieten vorkommt. Mit Ausnahme von Mitchelstown 2, das sich am nördlichen Ufer des Flusses Gradoge befand, befinden sich die anderen Hügel nicht in der Nähe bekannter oder zeitgenössischer Wasserquellen. Der darunter liegende Untergrund ist jedoch ein wasserundurchlässiger Ton. Die archäologischen Belege deuten darauf, dass die Nutzung während der Frühbronzezeit auf dem höheren, 600 m nördlich gelegenen Stagpark 1 stattfand. Eine ausgedehnte Nutzungsphase in der Mittelbronzezeit fand auf dem Kalkkamm von Mitchelstown 1, am Nordufer des Gradoge, statt.